# Sibaj
Sibaj (ros. Сибай) – miasto w Rosji, w Baszkortostanie, 464 km od Ufy.

## Demografia
- 2009 – 65 943[3]
- 2020 – 60 780[2]